# Wolfgang Koch (Informatiker)

Wolfgang Koch (November 2017)

Johann Wolfgang Koch (* 18. Oktober 1962 in Nürnberg) ist ein deutscher Physiker und Informatiker. Er lehrt Angewandte Informatik an der Rheinischen Friedrich-Wilhelms-Universität Bonn und ist Chief Scientist des Fraunhofer-Instituts für Kommunikation, Informationsverarbeitung und Ergonomie (FKIE).

## Leben und Wirken
Koch ist der älteste von drei Söhnen des Juristen und Versicherungswissenschaftlers Peter Koch und seiner Ehefrau Luise, geb. Köllner und verbrachte seine Kindheit in Nürnberg. Sein Abitur legte er am humanistischen Kaiser-Karls-Gymnasium in Aachen ab.
An der RWTH Aachen studierte er Physik und Mathematik und erlangte 1987 sein Diplom als Physiker. Am Institut für Theoretische Teilchenphysik und Kosmologie der RWTH wurde er 1990 bei Gert Roepstorff mit einer Dissertation auf dem Gebiet der Ergodentheorie dynamischer Systeme zum Dr. rer. nat. promoviert.
Ab 2002 wirkte Koch als Lehrbeauftragter am Lehrstuhl von Armin B. Cremers und habilitierte sich 2010 für das Lehrgebiet Angewandte Informatik an der Universität Bonn. 2011 wurde Koch zum IEEE Fellow berufen. Seit 2015 ist er IEEE Distinguished Lecturer. Am Institut für Informatik der Universität Bonn lehrt er seit 2018 als außerplanmäßiger Professor mit den Schwerpunkten Signalverarbeitung, Sensordatenfusion, Künstliche Intelligenz, Ressourcenmanagement.  Als langjähriger Referent und wissenschaftlicher Leiter eines Seminars engagiert er sich in der Carl-Cranz-Gesellschaft für technisch-wissenschaftliche Weiterbildung.
Koch ist Autor zahlreicher wissenschaftlicher Publikationen und Beiträge auf internationalen Konferenzen, Symposien und Workshops.

## Wissenschaftlicher Fokus
Seit vielen Jahren leitet Koch die Forschungsabteilung Sensordaten- und Informationfusion des Fraunhofer-Instituts für Kommunikation, Informationsverarbeitung und Ergonomie (FKIE). Seine Arbeit umfasst verschiedene Aspekte der Digitalisierung wie Intelligence, Surveillance, and Reconnaissance (ISR), Electronic & Navigation Warfare, Sensor- und Platformressoucenmanagement, mobile und verteilte Multisensor-Systeme sowie Aspekte von Manned-unManned Teaming (MuM-T). Mit dem sich abzeichnenden Quantencomputer gehören auch Quantenalgorithmen zu Kochs Interessen.
Zudem befasst er sich mit ethischen, gesellschaftlichen und rechtlichen Aspekte der Künstlichen Intelligenz, Informationsfusion und Technischen Autonomie, einschließlich der wehrtechnischen Dimension. Gemeinsam mit Florian Keisinger ist Koch einer der Initiatoren und Co-Chair der Arbeitsgemeinschaft Technikverantwortung für ein Future Combat Air System, deren Expertenkreis einen vergleichsweise breiten Querschnitt gesellschaftlicher Positionen einbezieht.
Als IEEE Fellow, IEEE Distinguished Lecturer und Member of the Board of Governors engagiert sich Koch in der IEEE Aerospace and Electronics Systems Society (AESS) im Rahmen des global operierenden Institute of Electrical and Electronics Engineers (IEEE). Im Jahre 2014 gründete er die Germany Section der IEEE AESS und steht ihr seitdem als Chapter Chair vor. Er vertritt deutsche Interessen im Rahmen der NATO Science and Technology Organization. In verschiedenen Rollen war und ist er als Herausgeber internationaler Fachzeitschriften aktiv sowie als Organisator wissenschaftlicher Veranstaltungen.
2005 gründete Koch die jährlich stattfindende Veranstaltungsreihe Sensor Data Fusion – Trends, Solutions, Applications (SDF) als Treffen der Fusion Community Deutschlands und der benachbarten Länder, die er auch leitet und die seit 2011 jährlich als Symposium im Universitätsclub Bonn stattfinden und mehrfach Bestandteil der inhaltlich verwandten internationalen ISIF-FUSION- und IEEE-MFI-Konferenzen waren.

## Private Interessen
Als Katholik engagiert sich Koch durch Publikationen und Vorträge in Bereichen zwischen Glaube, Wissenschaft, Kunst und Kultur, insbesondere bei Johann Wolfgang von Goethe. Er ist Mitglied der Deutschen Arbeitsgemeinschaft für Mariologie (DAM). Gemeinsam mit seiner Ehefrau Dorothea Katharina, geb. Wolff, die seit 2011 in der Stiftung Bundeskanzler-Adenauer-Haus tätig ist, publizierte er unter anderem über die religiösen Aspekte im Leben Konrad Adenauers. Zudem gilt sein Interesse der christdemokratischen Politik und der gesellschaftlichen Position der MINT-Berufe.

## Publikationen (Auswahl)

### Monografien
- Tracking and Sensor Data Fusion. Methodological Framework and Selected Applications. Zugl. Habilitation. Springer Nature, Berlin/Heidelberg 2014, ISBN 978-3-642-39270-2
- mit Dorothea Koch: Konrad Adenauer. Der Katholik und sein Europa. 3. Auflage. fe-Medienverlag, Kißlegg 2018, ISBN 978-3-86357-129-0.
- Marianisches bei Goethe. fe-Medienverlag, Kißlegg 2021, ISBN 978-3-86357-298-3.

### Aufsätze
- Accumulated State Densities and Their Applications in Object Tracking. Chapter 18 in: H. Fourati (Hrsg.): Multisensor Data Fusion: From Algorithm and Architecture Design to Applications. CRC Press 2016, ISBN 978-0-367-65628-7.
- The Role of Context in Multiple Sensor Systems for Civil Security. Chapter 20 in: L. Snidaro et al. (Hrsg.): Context Enhanced Information Fusion. Springer Nature, Berlin/Heidelberg 2016, ISBN 978-3-319-28971-7
- Zur Ethik der wehrtechnischen Digitalisierung. Informations- und ingenieurwissenschaftliche Aspekte. Kapitel 1 in: M. Rogg et al. (Hrsg.): Ethische Herausforderungen digitalen Wandels in bewaffneten Konflikten. German Institute for Defence (GIDS), Hamburg 2020, ISBN 978-3-948752-00-2 (E-Book)

### Herausgeberschaften
- mit Richard Klemm, Hugh Griffiths (Hrsg.): Novel Radar Techniques and Applications. Part II: Target Tracking and Data Fusion. SciTech Publishing, 2017, ISBN 978-1-61353-226-3